# لوک سونور
لوک سونور (فرانسوی: Luc Sonor‎؛ زادهٔ ۱۵ سپتامبر ۱۹۶۲) بازیکن سابق و مربی فوتبال اهل فرانسه است.
از باشگاه‌هایی که در آن بازی کرده‌است می‌توان به باشگاه فوتبال متس، باشگاه فوتبال موناکو و باشگاه فوتبال سدان اشاره کرد.
وی همچنین در تیم ملی فوتبال فرانسه بازی کرده‌است.